# یوهانا الارمنی
یوهانا الارمنی القدسی (انگلیسی: Yuhanna al-Armani al-Qudsi؛ زاده حدود ۱۷۲۰ – درگذشته ۲۷ ژوئیه ۱۷۸۶) نقاش ارمنی‌تبار اهل امپراتوری عثمانی که در مصر عثمانی می‌زیست.

## زندگی‌نامه
در حدود ۱۷۲۰ به دنیا آمد. وی بیشتر به خاطر آثار مذهبی خویش به ویژه تمثال‌های قبطی که کلیسای معلق در قاهره قدیم را تزئین نموده‌است شناخته شده‌است. وی در ۲۷ ژوئیه ۱۷۸۶ در سن ۶۶ سالگی در قاهره، مصر درگذشت.

## نگارخانه

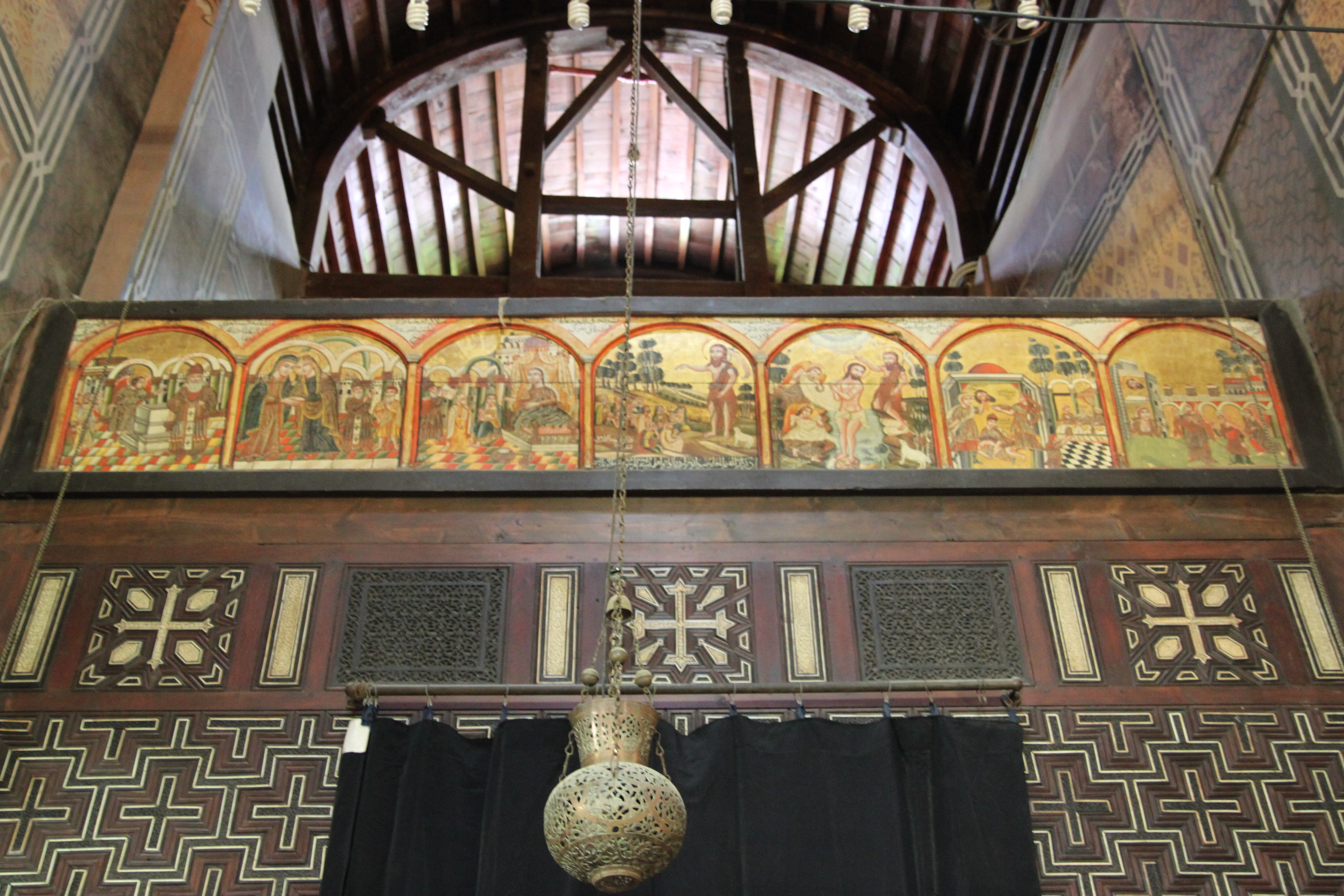
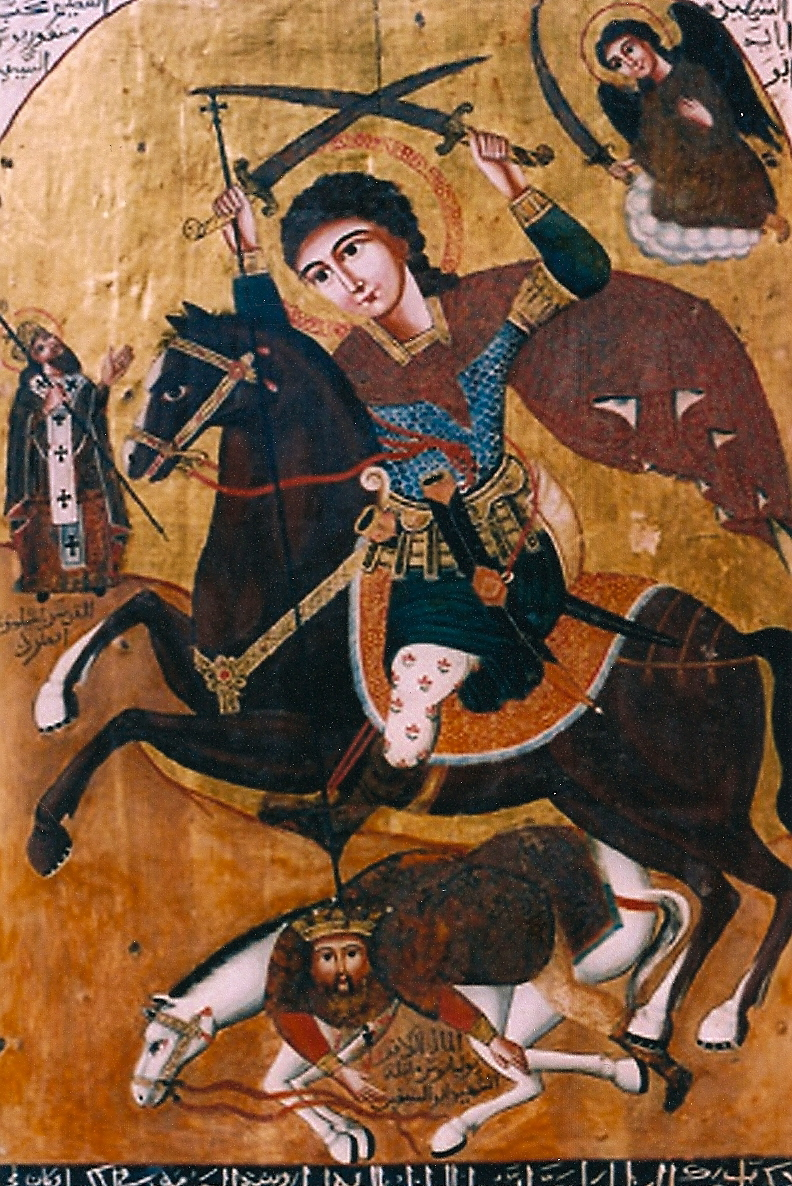
تمثال مرکوریوس قدیس اثر یوهانا الارمنی